# Swiss Open Gstaad 1992
Lo Swiss Open Gstaad 1992 è stato un torneo di tennis giocato sulla terra rossa. È la 78ª edizione dell'Swiss Open,che fa parte della categoria World Series nell'ambito dell'ATP Tour 1992. Si è giocato al Roy Emerson Arena di Gstaad in Svizzera, dal 6 al 12 luglio 1992.

## Campioni

### Singolare
Sergi Bruguera ha battuto in finale  Francisco Clavet con il punteggio di 6–1, 6–4

### Doppio
Hendrik Jan Davids /  Libor Pimek hanno battuto in finale  Petr Korda /  Cyril Suk per walkover